# 皮奥伊州阿雷格里港
皮奥伊州阿雷格里港（葡萄牙語：Porto Alegre do Piauí）是巴西皮奥伊州的一个市镇。总面积1136.804平方公里，总人口2478人，人口密度2.2人/平方公里。